# King City (Californie)
Pour les articles homonymes, voir King City.
King City est une municipalité du comté de Monterey, en Californie, aux États-Unis. Sa population était de 11 094 habitants au recensement de 2000.

## Histoire
King City, « La Ville Roi », était originellement appelée « King's City », « La ville du Roi », qui venait du nom du fondateur, Charles King, qui en 1884 a acquis 53 km2 de la terre mexicaine Rancho San Lorenzo, puis y fit pousser du blé sur 24 km2.
La ville quant à elle commença à se développer avec la fondation d'un arrêt de train de la Southern Pacific Railroad en 1886.
Cette ligne avait été créée pour desservir les ranches et fermes dans le sud de Salinas Valley, pour pouvoir transporter les marchandises à destination de San Francisco et de Los Angeles.
Le premier bureau de poste de King City a ouvert ses portes en 1887. King City s'est officiellement fait enregistrer sous le nom de City of King « Ville du roi » en 1911.

## Géographie

### Situation
King City est située au sud-est de Salinas.
Selon le Bureau du recensement des États-Unis la ville a une superficie de 9,6 km2, 9,5 km2 de terre, 0,1 km2 d'eau, soit 1,34 % du total.

### Démographie
| Groupe                           | King City | Californie | États-Unis |
| -------------------------------- | --------- | ---------- | ---------- |
| Blancs                           | 48,0      | 57,6       | 72,4       |
| Autres                           | 42,3      | 17,0       | 6,2        |
| Asiatiques                       | 1,3       | 13,1       | 4,8        |
| Métis                            | 4,5       | 4,9        | 2,9        |
| Amérindiens                      | 2,7       | 1,0        | 0,9        |
| Afro-Américains                  | 1,2       | 6,2        | 12,6       |
| Océaniens                        | 0,1       | 0,4        | 0,2        |
| Total                            | 100       | 100        | 100        |
|                                  |           |            |            |
| Hispaniques et Latino-Américains | 87,5      | 37,6       | 16,7       |

Selon l'American Community Survey, en 2010, 86,49 % de la population âgée de plus de 5 ans déclare parler l'espagnol à la maison, 11,01 % déclare parler l'anglais et 2,50 % une autre langue.
| 1890 | 1920  | 1930  | 1940  | 1950  | 1960  |
| ---- | ----- | ----- | ----- | ----- | ----- |
| 253  | 1 048 | 1 483 | 1 768 | 2 347 | 2 937 |

| 1970  | 1980  | 1990  | 2000   | 2010   | - |
| ----- | ----- | ----- | ------ | ------ | - |
| 3 717 | 5 495 | 7 634 | 11 094 | 12 874 | - |

### Climat
| Mois                                  | jan.    | fév.    | mars    | avril   | mai     | juin    | jui.    | août    | sep.    | oct.    | nov.    | déc.     | année    |
| ------------------------------------- | ------- | ------- | ------- | ------- | ------- | ------- | ------- | ------- | ------- | ------- | ------- | -------- | -------- |
| Température minimale moyenne (°C)     | 3,5     | 4,6     | 5,7     | 6,7     | 8,7     | 10,5    | 12,1    | 12,1    | 10,8    | 8       | 4,8     | 2,8      | 7,5      |
| Température moyenne (°C)              | 10,4    | 11,6    | 13,4    | 14,9    | 17,1    | 19,3    | 20,8    | 20,8    | 20,2    | 17,3    | 12,9    | 9,8      | 15,7     |
| Température maximale moyenne (°C)     | 17,4    | 18,5    | 21,1    | 23,3    | 25,6    | 28,2    | 29,4    | 29,6    | 29,5    | 26,6    | 20,9    | 16,7     | 23,9     |
| Record de froid (°C) date du record   | −9 1950 | −7 1950 | −6 1955 | −4 1924 | −1 1964 | 2 1966  | 1 1955  | −1 1929 | 0 1950  | −5 1971 | −7 1985 | −10 1972 | −10 1972 |
| Record de chaleur (°C) date du record | 30 1920 | 32 1894 | 34 1925 | 40 1987 | 42 1986 | 44 1932 | 44 2002 | 45 1932 | 46 1988 | 43 1980 | 35 1949 | 33 1910  | 46 1932  |
| Précipitations (mm)                   | 62      | 64,5    | 50,3    | 21,1    | 8,9     | 1       | 0,3     | 0,3     | 1,5     | 13,7    | 24,9    | 52,1     | 300,5    |
| Nombre de jours avec précipitations   | 8,8     | 9,1     | 7,8     | 5,2     | 2,6     | 0,5     | 0,3     | 0,3     | 0,6     | 2,4     | 4,6     | 9        | 51,2     |

| Diagramme climatique                                  |             |             |             |            |           |             |             |             |           |             |             |
| J                                                     | F           | M           | A           | M          | J         | J           | A           | S           | O         | N           | D           |
| 17,43,562                                             | 18,54,664,5 | 21,15,750,3 | 23,36,721,1 | 25,68,78,9 | 28,210,51 | 29,412,10,3 | 29,612,10,3 | 29,510,81,5 | 26,6813,7 | 20,94,824,9 | 16,72,852,1 |
| Moyennes : • Temp. maxi et mini °C • Précipitation mm |             |             |             |            |           |             |             |             |           |             |             |